# Bouygues au Turkménistan
Bouygues au Turkménistan est une branche de l'activité de Bouygues Bâtiment International avec sa structure juridique Bouygues Turkmen au Turkménistan. Bouygues Turkmen est créée en 1993 et commence son activité en 1994. Elle a pour rôle de construire les bâtiments de prestige du régime. L'activité commence avec la visite du président turkmène Sparmourad Niazov au siège de Bouygues Construction : Challenger, accompagné par Martin Bouygues dirigeant du groupe Bouygues qui permettra de décrocher un premier contrat à la société en 1994 : la construction de la mosquée de Gökdepe. Les palais présidentiels du Turkménistan en 1997 et 2011 fait partie des réalisations importantes de Bouygues dans le pays.
En 2015, avec plus de 70 projets réalisés le Turkménistan représente la moitié du chiffre d'affaires de Bouygues Bâtiment International dans le monde, soit 2,5 milliards d'euros en vingt ans.
Plusieurs expressions satiriques sont utilisées par les journalistes pour désigner les activités du groupe Bouygues au Turkménistan, comme « Bouyguesland » par le journaliste David Garcia reprit par François Bonnet à Mediapart, ou encore « Bouyguistan ».

## Contexte
Après la construction de l'hôtel Iris à Moscou en novembre 1990, Bouygues n'arrive pas à trouver de nouveaux contrats et à la suite de la dislocation de l'URSS il cherche à s'implanter en Asie Centrale pariant sur la demande des nouveaux États pour de la construction. En 1992, Bouygues réussi à décrocher un contrat avec le Kazakhstan pour la construction d'un nouveau palais présidentielle pour 500 millions de francs.

## Débuts des relations Bouygues-Turkménistan

### Rencontre à «Challenger», le QG de Bouygues

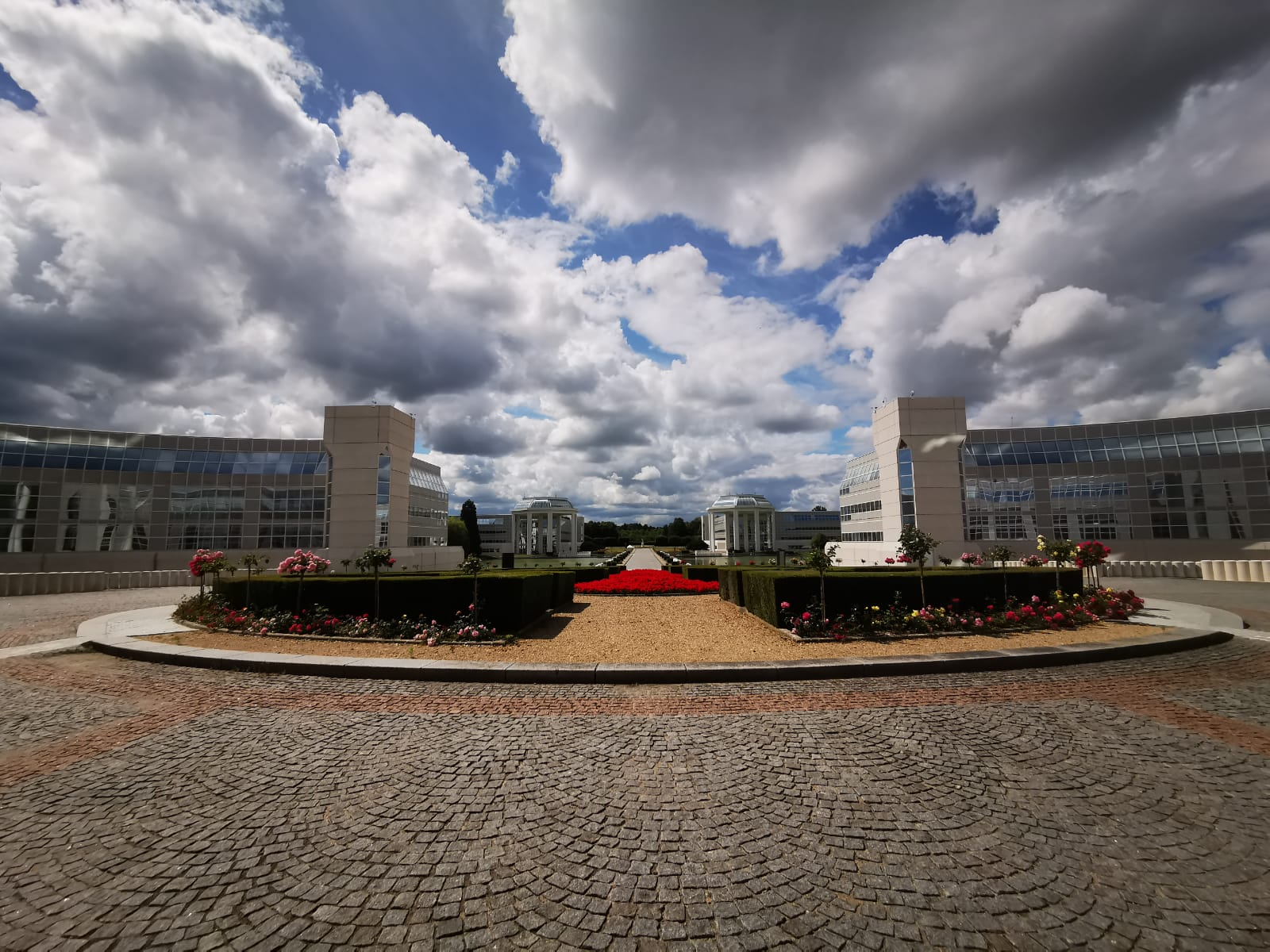
« Challenger », siège social de Bouygues où le président Niazov est reçu par Martin Bouygues en mai 1993.

Le 27 mai 1993, lors d'une visite de trois jours du président turkmène Saparmourad Niazov en France à Paris, il est reçu au quartier général de Bouygues Construction, nommé « Challenger », à Saint-Quentin-en-Yvelines, près de Versailles. Le siège « Challenger » de Bouygues est présenté par des membres de Bouygues au président Niavoz qui est promené le long des bassins et cultures du parc,,. Le président turkmène rencontre ensuite à Challenger pour la première fois le PDG de Bouygues : Martin Bouygues. On lui projette un film de la construction par Bouygues de la mosquée marocaine Hassan-II. Cette rencontre permet au groupe Bouygues de décrocher son premier contrat au Turkménistan, la Mosquée de Gökdepe,.
À partir de ce moment, Bouygues est présent au Turkménistan par l'intermédiaire de sa filiale Bouygues Turkmen qui a été crée en 1993, et qui a commencé son activité en 1994.

### Premier contrat: la mosquée de Gökdepe (1994-1995)

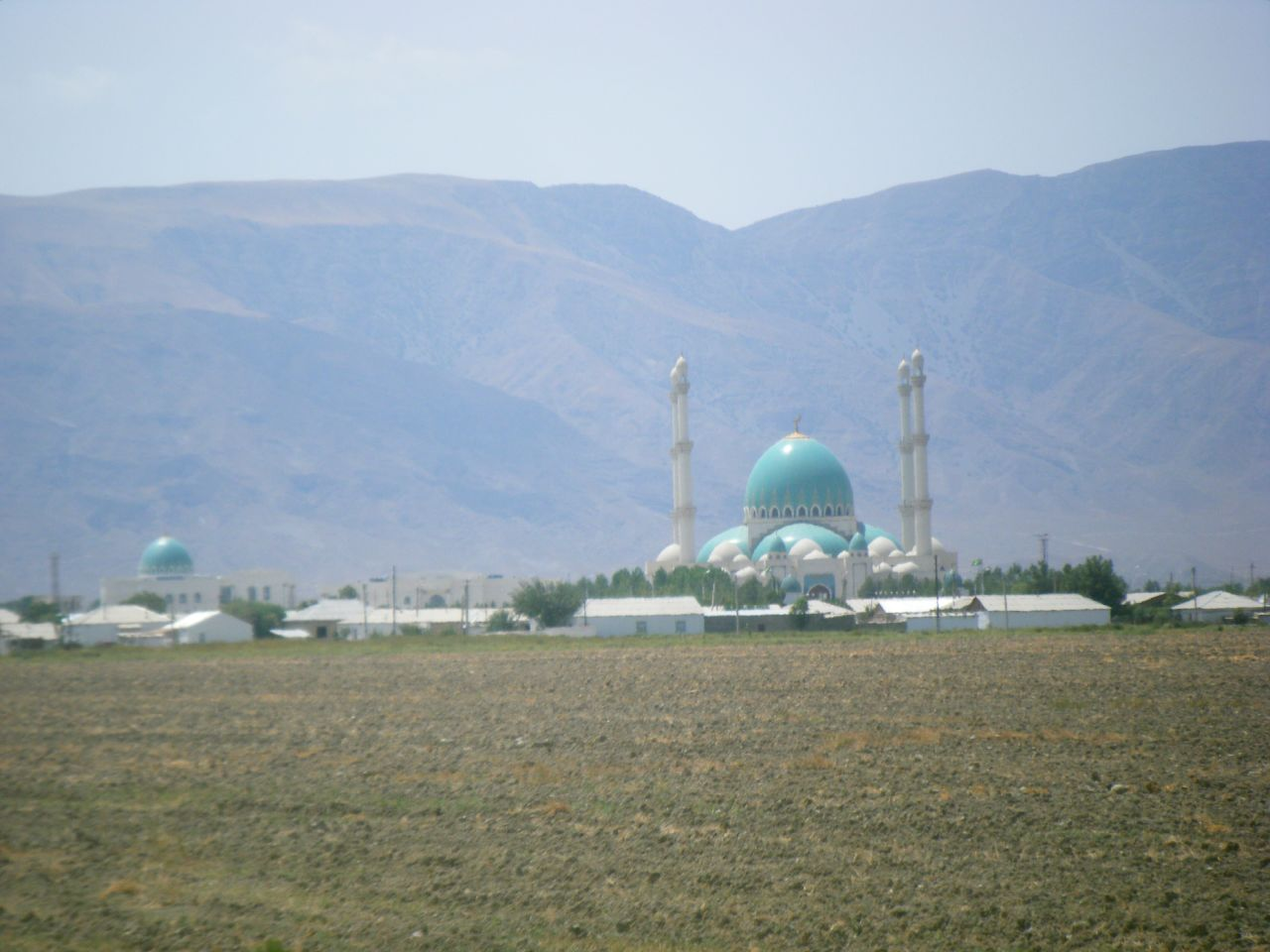
Vue de la mosquée Gökdepe en avril 2009.

Le contrat pour la construction de la mosquée de Gökdepe est définitivement signé par Martin Bouygues et Sparmourad Niazov en marge du sommet de Davos le 29 janvier 1994 pour 40 millions de dollars. La construction doit être achevé avant le 27 octobre 1995, pour les quatre ans de l'indépendance du Turkménistan. Le décret turkmène de mise en œuvre parait le 9 mars 1994 et les travaux commencent à ce moment.
Une fois le contrat obtenu par Bouygues la construction s'étale sur 17 mois, pour être achevé dans les temps prévu, et est inauguré le 27 octobre 1995.

### Deuxième contrat: un nouveau palais présidentiel (1994-1997)

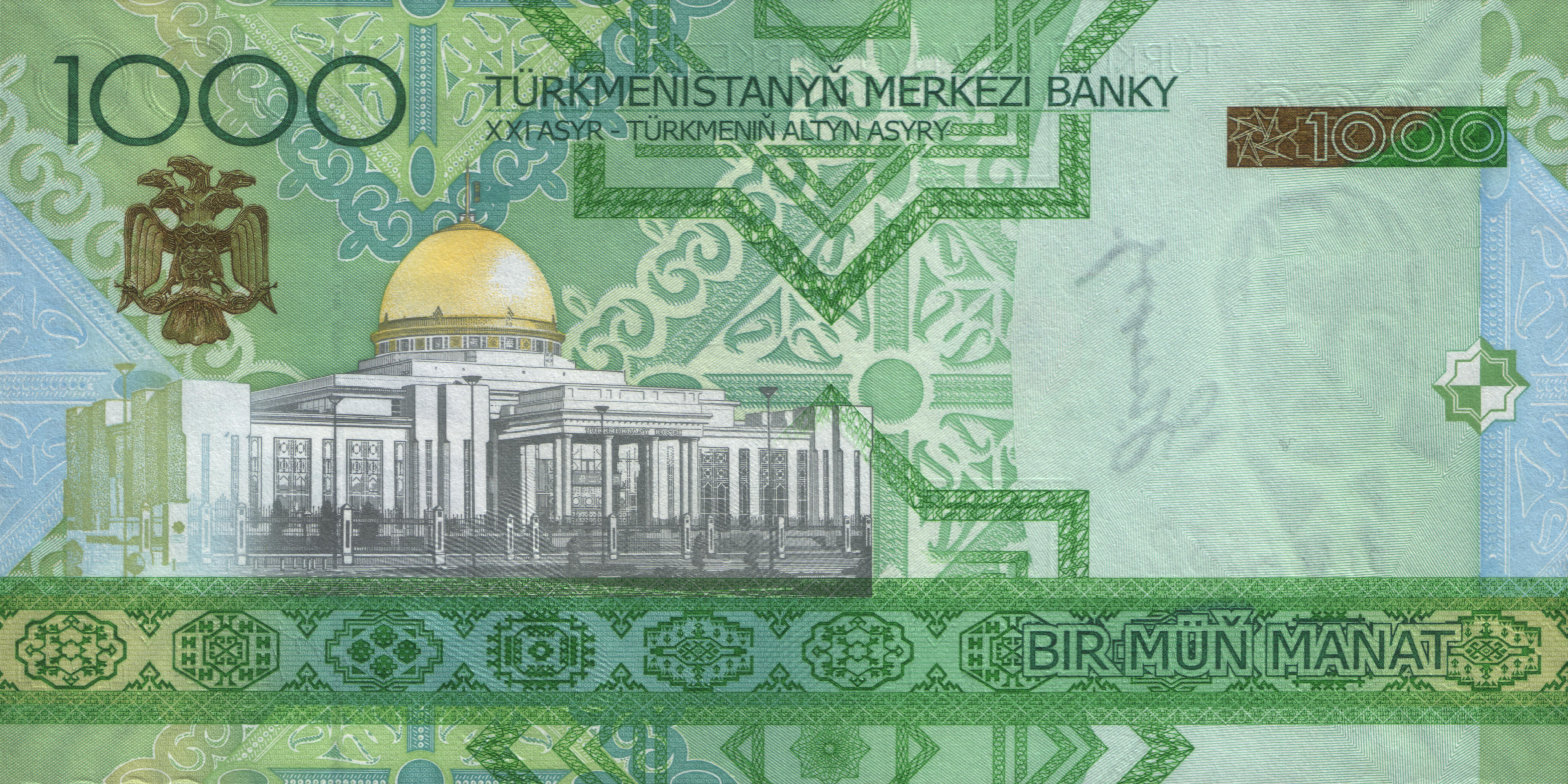
revers d'un billet de 1000 manat de 2005 avec le palais présidentiel

#### Visite d'avril 1994 du président français, François Mitterrand, à Achgabat
Le président turkmène promet que la visite du 27 avril 1994 du président français François Mitterrand à Achgabat sera l'occasion pour Bouygues de signer de nouveaux contrats de construction, deux mois après avoir signé le premier contrat avec la Mosquée de Gökdepe.
Le 26 avril 1994, la veille de la visite de François Mitterrand, le président turkmène présente le marché de 80 millions d'euros pour la construction d'un nouveau palais présidentiel. Ravi, Martin Bouygues est présent au tarmac de l'aéroport d'Achgabat le 27 avril 1994 pour l'arrivée de François Mitterrand.

#### Construction et inauguration
À partir de la réalisation de la mosquée de Gökdepe, Bouygues devient le constructeur attitré pour les constructions de prestige du régime turkmène.
Bouygues Turkmen s'occupe de toute la chaine de construction du nouveau palais présidentiel : de la conception à la réalisation, l'aménagement intérieur, l'agencement des jardins etc. Les grands artisans français fournissent de nombreux éléments pour la construction : fauteuil Louis XVI, émaux de Briare, soiries de Lyon, vases d'Anduze et pierre de Bourgogne.
La main d’œuvre est international, les artistes et artisans du chantier ont plus de 20 nationalités différentes, du Turkménistan et de l'Europe (Autriche, Irlande, Espagne et surtout France).
Le nouveau palais présidentielle est inauguré le 18 avril 1997 en présence du président turkmène Niazov et cette fois-ci de Martin Bouygues.
Pour la mosquée Gökdepe comme pour le palais présidentiel le directeur de Bouygues Turkmen est Alain Pillon, qui sera muté par la demande du président Niazov pour ne pas avoir su assez rapidement corriger un problème de bruit de climatisation de sa villa de Firuza, il est remplacé en 1999 par Aldo Carbonaro.

### Émission de 1996 par TF1
Le 10 septembre 1996, lors de la visite du président turkmène Saparmourad Niazov à Paris, le groupe Bouygues par l'intermédiaire de sa filiale TF1, l'invite à participer à une émission de 40 minutes nommé « Édition Spéciale », qui ne sera jamais diffusé, le mettant en valeur, dans l'objectif d'obtenir un contrat de modernisation d’installation technique de la télévision d'état turkmène,,,,,.
Cette émission a été animée par Jean-Claude Narcy alors directeur adjoint des informations des TF1 et a fait participer Martin Bouygues (groupe Bouygues), Patrick Le Lay (TF1), Pierre Gadonneix (Gaz de France) et Jacques Roger-Machart (EDF), dans une production mobilisant une vingtaine techniciens et journalistes,,,,,,.
Le 10 septembre 1996, Martin Bouygues et Niazov signent le marché de rénovation de la télévision d'état turkmène pour 11 millions d'euros. En 59 jours, les équipes de TF1 rénovent la télévision turkmène, en créant deux studios avec régie, six salles de montage, une salle graphique et une salle technique, qui est inauguré le 26 octobre 1997. Par ailleurs, en 2002 TF1 rénove la seconde chaîne nationale du Turkménistan pour 5 millions d'euros.

## Constructeur des bâtiments de prestige au Turkménistan
Au Turkménistan, Bouygues Turkmen tient le rôle de constructeur de bâtiment de luxe et se concentre sur les bâtiments publics et administratifs (mosquée, ministère, palais présidentiel, musée des beaux arts, hôtel présidentiel etc.),. Les chantiers de construction de Bouygues au Turkménistan sont obtenus sans appels d'offres.
Selon Aldo Carbonaro, directeur de Bouygues Turkmen de 1999 à 2009, le président Gurbanguly Berdymuhamedov lui aurait déclaré que « les bâtiments de prestige sont pour les Français, les bâtiments tertiaires, les logements et l’industriel pour les Turcs, les équipements hospitaliers pour les Allemands et les centrales électriques pour les Américains »,.

## Échanges commerciaux
Les contrats avec le Turkménistan, via la filiale Bouygues Turkmen représente la moitié du chiffres d'affaires de Bouygues à l'international et 2,5 milliards d'euros en vingt ans,.
De 1994 à 2010, près de 50 constructions ont été livrées pour un chiffre d'affaires de 2 milliards d'euros,.
En février 2005, le président Niazov annonce que Bouygues a participé pour « plus d'un millard d'euros » à des constructions au Turkménistan, pour une trentaine de contrats.
Alors que les chantiers de construction en France permettent à Bouygues d'obtenir une marge de 1% du chiffre d'affaires, au Turkménistan celle-ci s'établissent autour de 3 à 5% du chiffre d'affaires.
En 2005, les activités de la filiale Bouygues Turkmen représente un tiers du chiffres d'affaires de Bouygues Bâtiment International.
En 2010, un cadre de Bouygues rapporte la « demande insatiable » de constructions au Turkménistan.

### Transition Saparmourad Niazov-Gurbanguly Berdymuhamedov
Le changement de président au Turkménistan, passant de Saparmourad Niazov à Gurbanguly Berdymuhamedov, n'a eut aucun impact sur les affaires de Bouygues dans le pays.

### Concurrents
En 2005, Bouygues s'interroge sur la possibilité des turcs (entreprise Polimex et Gap Insaat) ou encore du milliardaire turc Ahmed Tchalyk – qui était très proche du président du Turkménistan – de leur prendre des marchés prestigieux, les turcs construisant déjà des routes et des bâtiments d'habitation à Achgabat.
En 2010, Vinci s'implante au Turkménistan avec sa société Vinci Construction Grands Projets et fait concurrence à Bouygues,.

### Stratégie d'entreprise
Alors qu'au début de l'activité de Bouygues Turkmen les cadres et dirigeants ne prêtait pas grande attention au Turkménistan, excepté Martin Bouygues, le Turkménistan est devenu au fur et à mesure un marché important. Au début, le dirigeant de Bouygues Construction, Jean-Pierre Combot, était réticent et c'est Martin Bouygues qui poussait pour que cette activité ce développe. La position de Jean-Pierre Combot se justifiait par le risque d'avoir un client unique avec une forte personnalisation qui de surcroit n'existait que depuis deux années – le pays ayant été indépendant qu'à partir de 1991. Cela a changé avec la multiplication des contrats et le poids de plus en plus important de la filiale dans les activités de construction hors France de la branche construction – un tiers du chiffre d'affaires de Bouygues Bâtiment International en 2004 et la moitié en 2015.

## Réalisations
De 1994 à 2004, Bouygues Bâtiment International à signé 27 contrats de construction au Turkménistan.
En 2015, selon le Monde Diplomatique, Bouygues a construit plus de 50 bâtiments au Turkménistan, ou 68 selon l’entreprise elle-même en 2015.
Selon le site officiel de la filiale, Bouygues a construit plus de 70 projets dont les plus importants : le palais présidentiel construit en 2011 pour 250 millions d'euros ou encore l'hôtel Oguzkent pour 270 millions d'euros.
Bouygues a rénové la villa présidentielle d'Archabil (anciennement Firuza) entre 1998 et 1999 puis en 2003.
En 2009, la presse turkmène rapporte qu'une voiture de course a été offerte par les représentants de Bouygues au président Gurbanguly Berdymuhamedov après la construction d'un circuit automobile par Bouygues au Turkménistan. La FIDH dénonce ce cadeau et dit que cette situation était « en contradiction avec les principes éthiques affichés par ces mêmes entreprises, ainsi qu’avec les normes internationales notamment en matière de lutte contre la corruption. »,.

### Style persico-palladien
Bouygues Turkmen décrit les bâtiments qu'il construit au Turkménistan comme étant d'un style « persico-palladien », qui est une architecture grecque classique avec des dômes et coupoles d'inspiration perse richement décoré,,. Ce style a été conçu et mis en œuvre par l'architecte de Bouygues au Turkménistan Robert Bellon.

## Installations de Bouygues à Ashgabat

### Siège de Bouygues Turkmen
Bouygues Turkmen à fait construire son siège social sur un terrain attribué par le président turkmène Gurbanguly Berdymuhamedov, le long de la route en face de l'aéroport d'Ashgabat. Et Bouygues a installé sa base-vie et sa base technique le long du canal, sur un terrain attribué par le président turkmène Gurbanguly Berdymuhamedov.

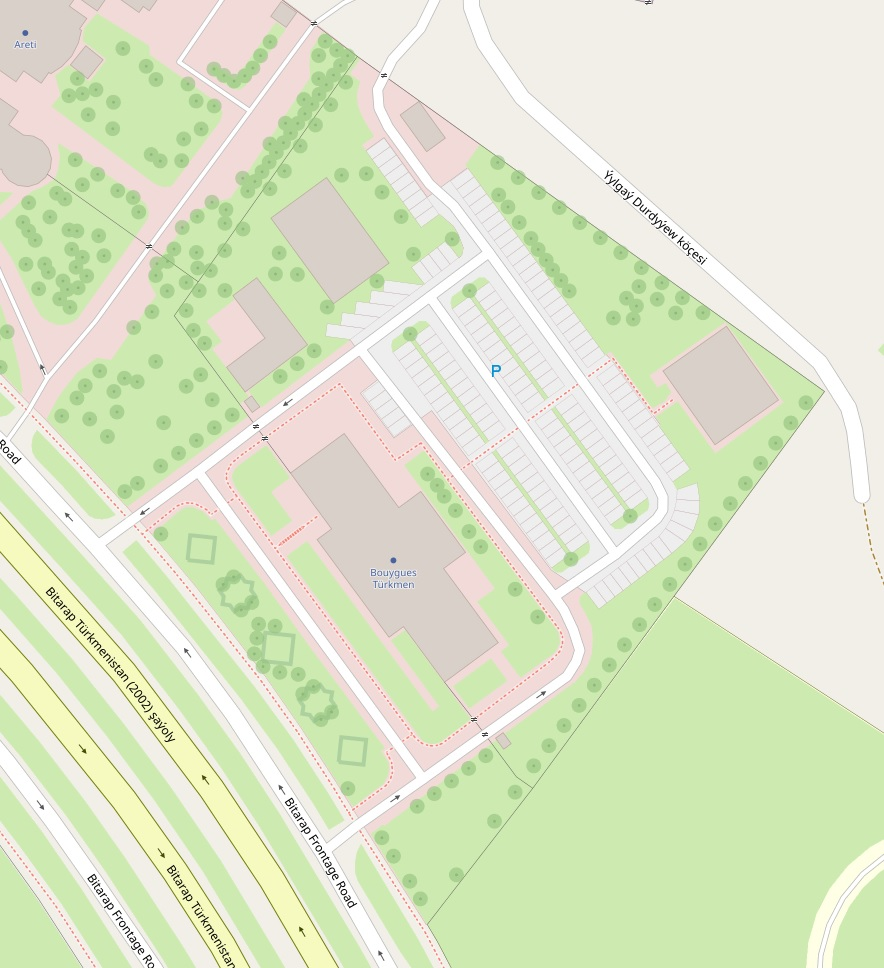
Carte du siège social de Bouygues Turkmen, le long de la route vers l'aéroport d'Achgabat.
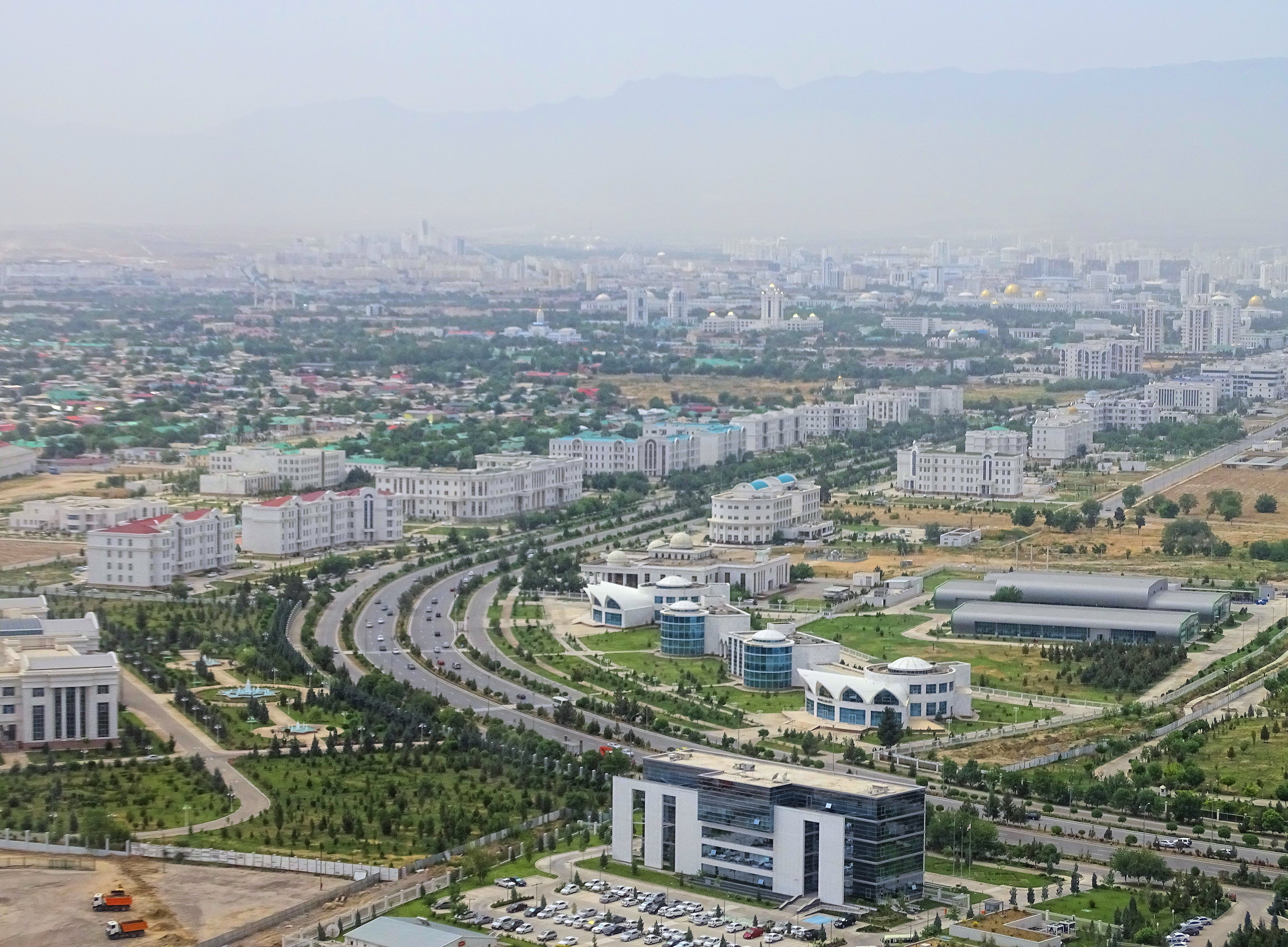
En 2015, le siège social de Bouygues Turkmen (tout en bas au centre de l'image).

### Base-vie Bouygues, Base Technique Bouygues
La base-vie est composée de maisons individuelles climatisées pour les salariés du groupe dans le pays, d'une cantine avec un chef français, d'une piscine, de terrain de sport, d'une salle de détente, et d'un médecin spécialement pour la communauté française.
Pour approvisionner le personnel de Bouygues un camion de 18 tonnes de nourriture et de divers de consommation courante est affrété chaque mois spécialement de France vers le Turkménistan.
En 2006, 80 % des expatriés français, soit 150 à 170 personnes étaient des salariés de Bouygues.
Lors de ses visites au Turkménistan, environ deux fois par an (notamment les 19 février et 27 octobre), le PDG Martin Bouygues passe à la base-vie pour prendre un pot et féliciter les salariés.

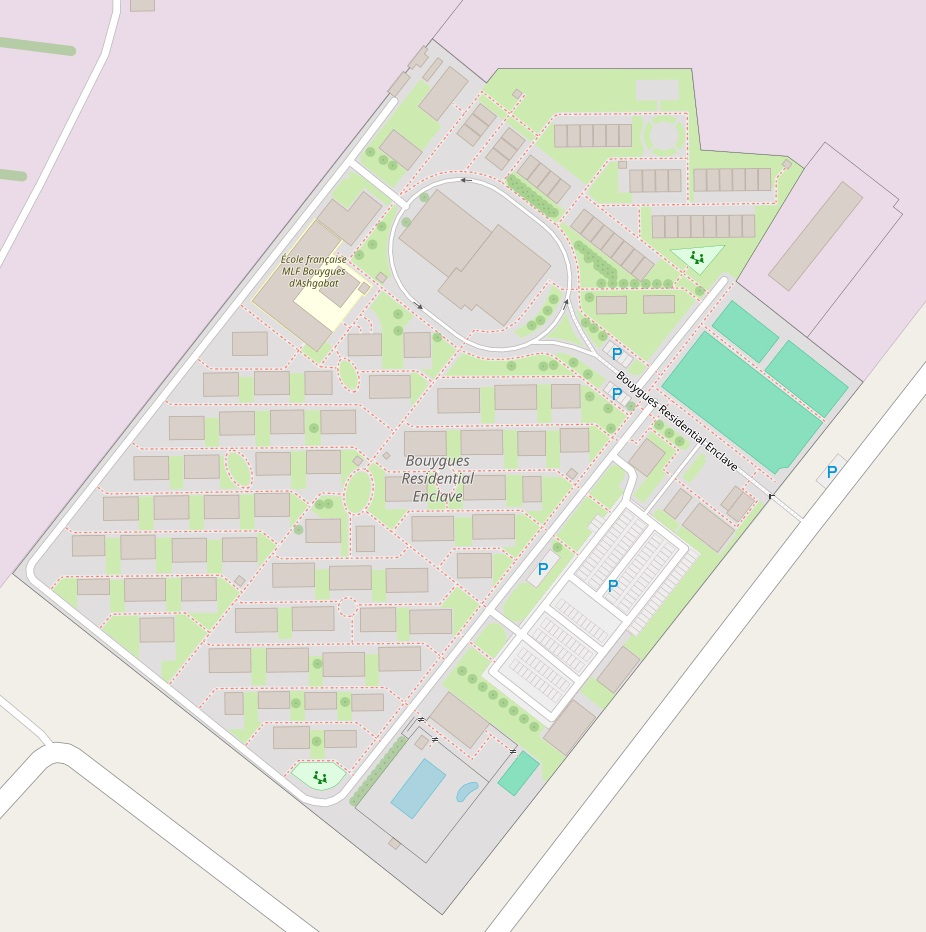
Carte de la Base-vie de Bouygues au nord d'Achgabat.
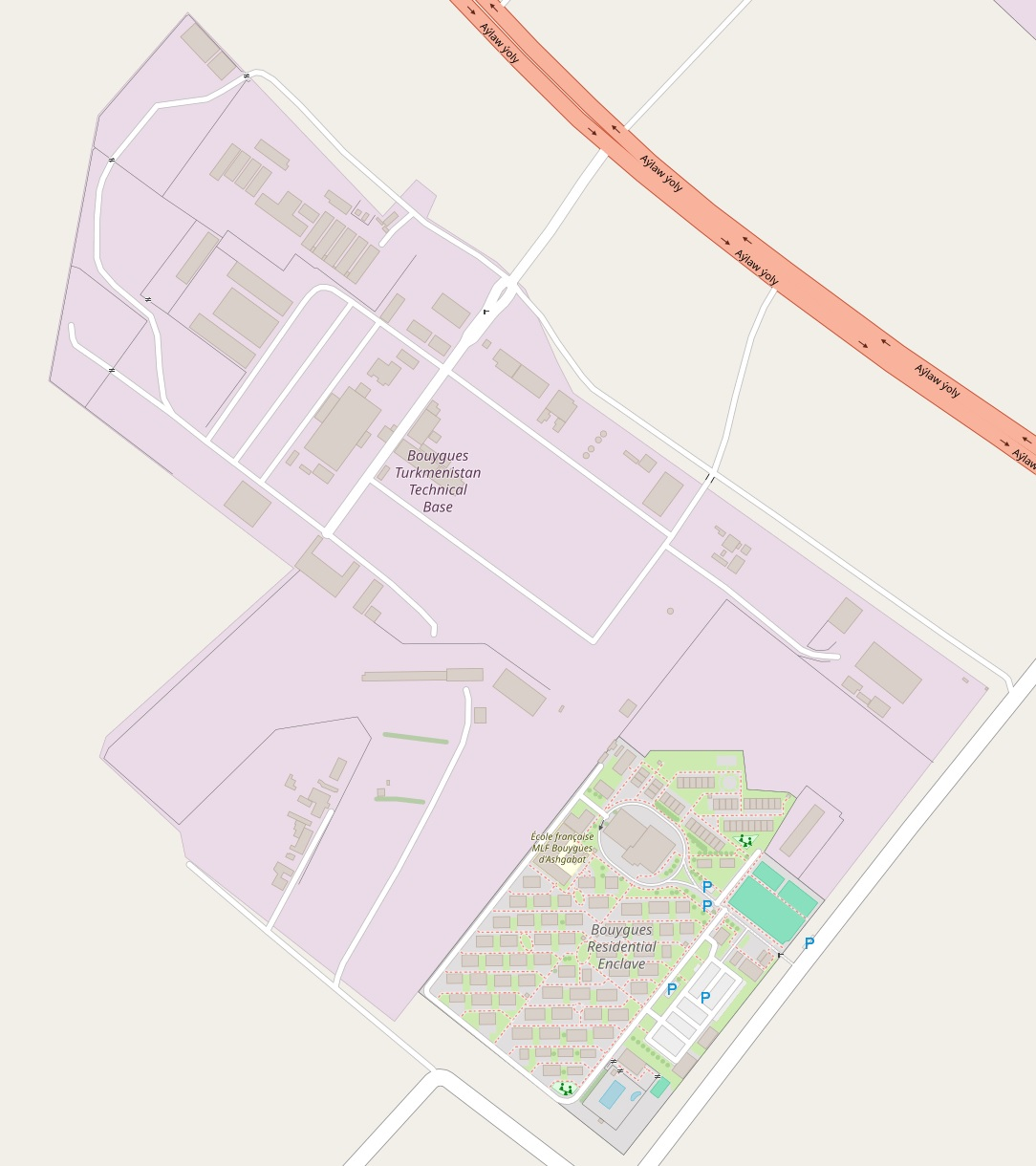
Carte de la Base Technique Bouygues au nord d'Achgabat.

## Visites
Le président du groupe Bouygues, Martin Bouygues, se déplace au moins une fois par an au Turkménistan pour assister aux célébrations de l'indépendance du Turkménistan du 27 octobre et pour renforcer sa relation avec la président turkmène ainsi que pour conclure de nouveaux contrats de construction dans le pays,.
Lors de la visite du président Gurbanguly Berdymuhamedov à Paris en 2010, un dîner est organisé le 1er février 2010 entre des grandes entreprises françaises (Bouygues, Vinci, Total, Veolia, Thalès, GDF-Suez) et le président turkmène. Bouygues avec Martin Bouygues a participé à ce dîner qui visait à négocier de gros contrats.
Des dirigeants de Bouygues ont été reçus par le président turkmène en 2011 selon l'agence d'État turkmène.
En septembre 2021, le président turkmène Gurbanguly Berdymuhamedov à reçu Martin Bouygues selon l'agence d'état turkmène.
Le président turkmène Serdar Berdymuhamedov à reçu Martin Bouygues le 25 septembre 2022 selon l'agence d'état turkmène.
Le président turkmène Serdar Berdimuhamedow a reçu les dirigeants de Bouygues, Edward Bouygues et William Bouygues, le 26 septembre 2024 selon l'agence d'État turkmène.

## Traduction du Roukhnama
Plusieurs multinationales ayant des intérêts au Turkménistan ont fait traduire le livre du président turkmène Niazov Roukhnama dans leur langue. Le Français Bouygues a fait traduire et éditer le deuxième tome du livre en langue française,. L'allemand Zeppelin Baumaschinen (de) et Daimler Chrysler en allemand, l'irlandais Emerol en lituanien, le hongrois Turbo Team en hongrois etc.

## Rapatriement des européens par Bouygues lors du Covid-19 (2020)
Lors de la pandémie de Covid-19 (en) en mars-avril 2020, alors que le Turkménistan ne signale aucun cas, Bouygues rapatrie des citoyens français et européens.

## Critiques
En 2005, l'AFP rapporte que les médias du Turkménistan rapporte que Bouygues aurait été critiqué par le président Niazov pour une qualité et des délais de construction insuffisant.

### Par l'ambassade américaine au Turkménistan
L'ambassade des États-Unis au Turkménistan rapporte que « on est obligé de se demander pourquoi autant d'argent est dépensé dans la construction, d'autant que de nombreux immeubles demeurent largement inoccupés. De grosses sommes d'argent doivent tomber au travers des échafaudages des projets de construction. ».
L'ambassade des États-Unis au Turkménistan rapporte que « la corruption et le népotisme demeurent des problèmes au Turkménistan » et que Bouygues et la société turque Polimeks « ont particulièrement réussi dans l'industrie lucrative de la construction car ils ont maîtrisé l'environnement local des affaires. ».
Le 17 avril 2006, selon l'ambassade américaine à Achgabat qui rapporterait les propos d'un diplomate français à Achgabat, Bouygues constituerait une sorte d'« ambassade séparée », permettant à l'ambassade française de « se [distancier] de Bouygues, quand ça lui convient » et « D'un autre côté, l'ambassade de France ne s'engage pas sur les questions de liberté religieuse ou des droits de l'homme, pour ne pas compromettre [les contrats de] Bouygues »,,,.
L'ambassade américaine cite un diplomate étranger qui rapporte que « les prix des contrats de construction sont très élevés car les entreprises de construction doivent ajouter 20 à 30 % à leurs offres juste pour assurer les pots-de-vin »,.
Bouygues dément les accusations portées par l'ambassade américaine au Turkménistan les qualifiant  d' « allégations diffamatoires » et indique que « Comme de nombreuses entreprises internationales, Bouygues travaille au Turkménistan dans des conditions normales, sans pratiques illicites ».

### Par Amnesty International
En 2005, Amnesty International écrit que « la compagnie de construction Bouygues a construit une série de bâtiments monumentaux qui renforcent le culte de la personnalité du président »,.

### Soupçons de blanchiment
Selon un opposant turkmène en 2006, Niazov « a besoin de Bouygues et d'autres multinationales étrangères pour blanchir ses milliards issus en grande partie du juteux trafic avec l'Afghanistan. Il recycle ensuite des centaines de millions en cash dans les grands travaux confiés à Bouygues »,.

## Directeurs de Bouygues Turkmen
- Alain Pillon, directeur général de 1993 à 1999
- Aldo Carbonaro, directeur général de 1999 à 2009[5], avec Charlie Senter en adjoint depuis 1999[46].